# Douzy
Douzy község Franciaországban, Ardennes megyében. Lakosainak száma 1910 fő (2018. január 1.). Douzy Brévilly, Francheval, Pouru-Saint-Remy, Remilly-Aillicourt, Mairy, Bazeilles, Bazeilles, Rubécourt-et-Lamécourt és Mouzon községekkel határos.
Új községként 2015. szeptember 15-én jött létre, amikor a korábbi Douzy egyesült Mairy korábbi községgel.

## Népesség
A település népességének változása:
| Lakosok száma | 1346 | 1475 | 1583 | 1513 | 1656 | 1841 | 1877 | 2211 | 1894 | 1910 |
|               | 1968 | 1975 | 1982 | 1999 | 2006 | 2011 | 2013 | 2016 | 2017 | 2018 |